# Rowland Barran
Rowland Hirst Barran (7 août 1858 - 6 août 1949) est un homme politique du Parti libéral député anglais.

## Biographie
Rowland Barran est né en 1858, le plus jeune fils de John Barran, un pionnier de la confection de vêtements et député de Leeds et Otley.
Après la mort de Frances Lupton en 1892, Rowland vit près de Leeds au domaine Beechwood de Frances qui a été engagé à son fils aîné et collègue homme politique libéral Francis Martineau Lupton. Barran reste à Beechwood jusqu'à la mort de Francis Martineau en 1921. Lupton et sa famille possèdent également le Newton Park Estate (North Leeds), dont Barran est député de 1902 à 1918,,,,.
Barran élève du bétail Shorthorn pendant qu'il réside à Beechwood.
Il devient président de l'entreprise familiale en 1918, succédant à son frère Charles Barran qui a succédé à leur père à ce poste en 1903.
Il est membre du conseil municipal de Leeds aux côtés de l'échevin Francis Martineau Lupton et siège au conseil scolaire de Leeds avant son élection au parlement. Il est élu député de Leeds Nord lors d'une élection partielle le 29 juillet 1902 (causée par l'élévation de William Jackson à la pairie) et sert jusqu'aux élections générales du 14 décembre 1918.
Au cours de la première guerre mondiale, Barran indique qu'il souhaite se retirer aux élections suivantes, probablement pour se concentrer davantage sur ses intérêts commerciaux puisqu'en 1918 il est président de l'entreprise familiale de fabricants de vêtements, succédant à ce poste de son frère.